# Pleurobema nux
Pleurobema nux är en musselart som beskrevs av Lea. Pleurobema nux ingår i släktet Pleurobema och familjen målarmusslor. Inga underarter finns listade i Catalogue of Life.